# He Guoqiang
He Guoqiang är en kinesisk kommunistisk politiker. Han var ledamot i politbyråns ständiga utskott åren 2007-12, Folkrepubliken Kinas i praktiken viktigaste politiska organ.
He studerade kemiteknik vid ett institut i Peking där han tog examen i oorganisk kemi. 1966 gick han med i kommunistpartiet. He tillbringade sin tidiga karriär inom den kemiska industrin. Från 1991 till 1996 var han vice minister för kemisk industri i Kinas regering. 1997-1999 var han guvernör i Fujian och 1999–2002 tjänstgjorde han som partisekreterare i Chongqing.
He har varit inblandad i flera korruptionsskandaler. Under sin tid i Fujian var han inblandad i en smugglingsskandal och i Chongqing drogs han in i förskingringshärva kring De tre ravinernas damm. Trots detta har han befordrats i partihierarkin, troligtvis tack vare sina kontakter med den förre partiledare Jiang Zemin.
2002 valdes han i partiets centralkommitté och 2007 blev han ledamot av politbyråns ständiga utskott, där han hade nummer åtta i rangordningen och hade ansvar för partiets centrala kommission för disciplininspektion.